# Oskar Wacker
Oskar Wacker (* 20. Oktober 1898 in Eubigheim; † 26. August 1972 in Bad Mergentheim) war ein deutscher Politiker (Zentrum, später CDU).

## Leben und Beruf
Wacker besuchte zunächst die Lendersche Lehranstalt in Sasbach und nahm anschließend als Soldat am Ersten Weltkrieg teil. Nach dem Abitur 1918 an der Oberrealschule in Heidelberg arbeitete er seit 1920 als Beamter bei der Deutschen Reichsbahn. Im Zuge der Machtübernahme der Nationalsozialisten wurde er aus politischen Gründen aus dem Bahndienst entlassen und aus Heidelberg ausgewiesen. Danach war er als Land- und Gastwirt in Berolzheim tätig. 1938 wurde er wegen aktiven Widerstandes gemaßregelt. Von 1939 bis 1945 nahm er als Soldat am Zweiten Weltkrieg teil. Nach dem Kriegsende war Wacker als Land- und Gastwirt in Buchen tätig. Seit 1946 fungierte er als Geschäftsführer der dortigen Landkreis-Selbstverwaltung.

## Partei
Wacker schloss sich 1921 dem Windthorstbund an, war seit 1926 dessen Vorsitzender in Heidelberg und Mitglied des badischen Landesvorstandes. Er trat 1922 in die Zentrumspartei ein und war hier ebenfalls Mitglied des badischen Landesvorstandes. Nach 1945 zählte er zu den Gründern der CDU Nordbaden. Im Gegensatz zur Mehrheit seiner Partei sprach er sich gegen die Bildung Baden-Württembergs und für die Wiederherstellung eines gesamtbadischen Landes aus dem Bundesland Baden und dem badischen Teil Württemberg-Badens aus.

## Abgeordneter
Während der Zeit der Weimarer Republik war Wacker Ratsmitglied der Stadt Heidelberg. Er gehörte 1946 der Verfassunggebenden Landesversammlung in Württemberg-Baden an und war anschließend bis 1950 Mitglied des Landtages. Dem Deutschen Bundestag gehörte er seit dessen erster Wahl 1949 bis 1957 an. Im Parlament vertrat er den Wahlkreis Tauberbischofsheim.